# Wouter Marinus
Wouter Marinus (Zuidwolde, 18 febbraio 1995) è un ex calciatore olandese, di ruolo centrocampista.

## Caratteristiche tecniche
È un trequartista.

## Carriera

### Club
Cresciuto nelle giovanili del PEC Zwolle, ha esordito il 12 agosto 2015 in un match pareggiato 2-2 contro il Cambuur.

## Statistiche

### Presenze e reti nei club
Statistiche aggiornate al 16 gennaio 2018.
| Stagione        | Squadra         | Campionato      | Campionato | Campionato | Coppe nazionali | Coppe nazionali | Coppe nazionali | Coppe continentali | Coppe continentali | Coppe continentali | Altre coppe | Altre coppe | Altre coppe | Totale | Totale | Totale |
| Stagione        | Squadra         | Comp            | Pres       | Reti       | Comp            | Pres            | Reti            | Comp               | Pres               | Reti               | Comp        | Pres        | Reti        | Pres   | Reti   |        |
| --------------- | --------------- | --------------- | ---------- | ---------- | --------------- | --------------- | --------------- | ------------------ | ------------------ | ------------------ | ----------- | ----------- | ----------- | ------ | ------ | ------ |
| 2015-2016       | PEC Zwolle      | ERE             | 31         | 3          | CO              | 1               | 0               |                    | -                  | -                  |             | -           | -           | 32     | 3      |        |
| 2016-2017       | PEC Zwolle      | ERE             | 12         | 0          | CO              | 2               | 0               |                    | -                  | -                  |             | -           | -           | 14     | 0      |        |
| 2017-2018       | PEC Zwolle      | ERE             | 8          | 0          | CO              | 3               | 1               |                    | -                  | -                  |             | -           | -           | 11     | 1      |        |
| Totale carriera | Totale carriera | Totale carriera | 51         | 3          |                 | 6               | 1               |                    | -                  | -                  |             | -           | -           | 57     | 4      |        |

## Palmarès

### Club

#### Competizioni nazionali
- Supercoppa dei Paesi Bassi: 1

PEC Zwolle: 2014